# Makoto Onodera

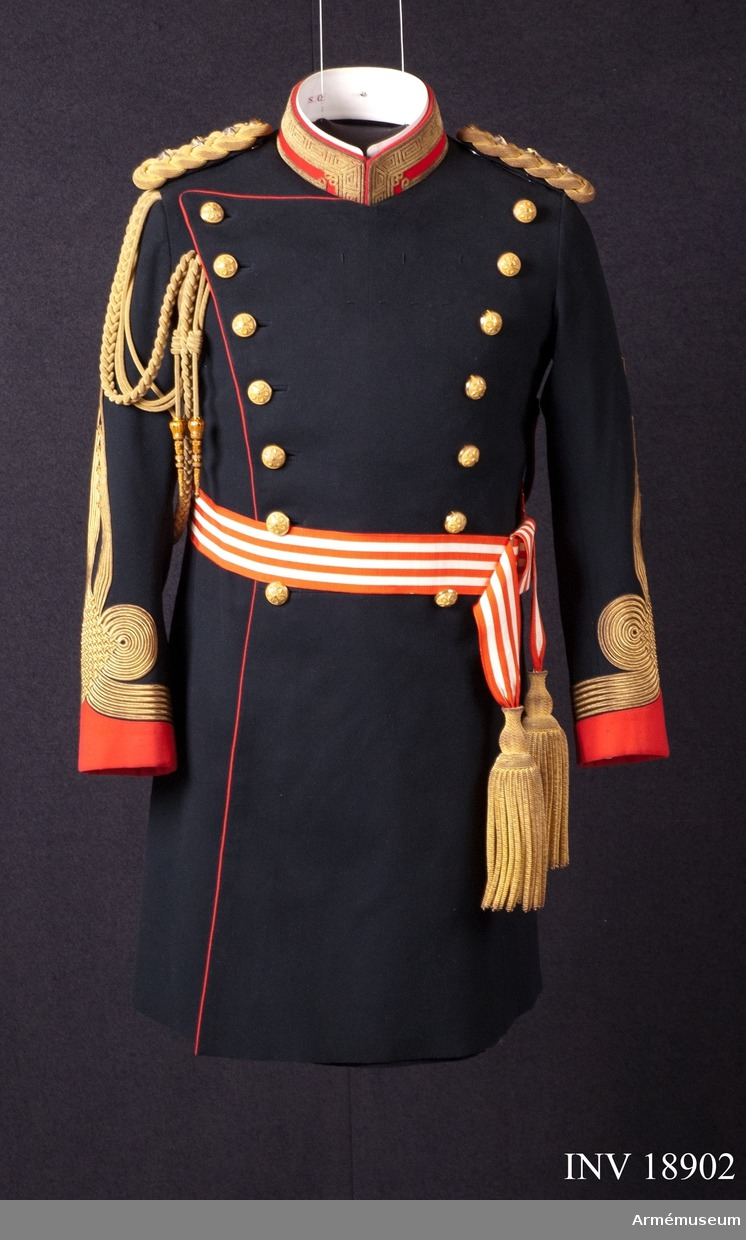
Makoto Onoderas paraduniform, generalmajors rang i den japanska arméns generalstab, donerad till Armemuseum hösten 1945.

Makoto Onodera, född 1897, död 1987, var en japansk underrättelseofficer.
Makoto Onodera var Japans militärattaché i Riga i Lettland 1936-38. Mellan 1938 och 1940 hade han uppdrag i Kina bland annat för förhandlingar med Chiang Kai-shek. Han utsågs i oktober 1940 till japansk militärattaché med generalmajors rang i Stockholm, som vid denna tid var en betydelsefull spioncentral.  Han talade både tyska och ryska flytande. Han arbetade i Stockholm under Japans minister i Stockholm Suemasa Okamoto från januari 1941 till efter krigsslutet i augusti 1945. Japan upprätthöll en kraftfull underrättelseverksamhet i Stockholm under hela kriget, och allt att döma var han framemot krigsslutet ansvarig för Japans underrättelsetjänst för hela Europa, och en av tre kanaler som användes för de trevare mellan USA och Japan, som föregick den amerikanska bombningen av två japanska städer med atombomber i augusti 1945.
Efter andra världskrigets slut arresterades han av USA, som var angeläget att efterforska hur japanerna i september 1944 delvis lyckats knäcka amerikanska koder. Onodera hade under kriget i Stockholm inköpt exemplar av Boris Hagelins kodmaskiner från AB Cryptoteknik i Stockholm, vilket anses ha haft en viktig roll i detta sammanhang. Även USA hade använt en licenstillverkad Cryptoteknikmaskin, den på Hagelin C-38 baserade modell M-209, under andra världskriget.
Makoto Onodera anses ha övertagit en del av det mikrofilmade finländska signalspaningsmaterial beträffande Sovjetunionen som inför hot om rysk ockupation smugglades ut ur Finland hösten 1944 av den finländska arméns underrättelsetjänst i samråd med Försvarets radioanstalt i Sverige i Operation Stella Polaris, och ha vidarebefordrat det till tyskarna.
Han var gift med Yuriko Onodera, som var behjälplig i kodnings- och avkodningsarbete, och som 1999 gav ut en bok om maken.